# Ciutat dels Auderiencs
La Ciutat dels Auderiencs (llatí: Civitas Auderiensium) fou una civitas romana de la província de Germània Superior. Habitada per una població gal·loromana, derivava el seu nom d'algun orònim o hidrònim. El seu centre administratiu era un vicus el nom del qual només es coneix en forma truncada, Med[…], i que correspon a l'actual ciutat alemanya de Dieburg. Hi havia un mitreu i hom hi ha trobat diversos objectes de culte a Mitra. Fou fundada com a molt d'hora el 128 i des de principis del segle iii estigué protegida per una muralla. El nucli urbà abraçava unes 25 ha.
Leptictidium auderiense, una espècie de mamífer prehistòric descoberta al jaciment de Messel, prop de la civitas, fou anomenat en referència a la Ciutat dels Auderiencs.